# مكراندة
المكراندة (الاسم العلمي:Micrandra) هي جنس من الفربيونية تتبع القبيلة المكرانداوية من أسرة الكروتوناوات.

## أنواع المكراندة
- مكراندة باسقة
- مكراندة جرداء
- مكراندة جنوبية
- مكراندة سبروس
- مكراندة زراقية
- مكراندة سبروسية
- مكراندة صغيرة
- مكراندة متباينة الأوراق
- مكراندة مغمورة